# Lucy-le-Bois
Lucy-le-Bois är en kommun i departementet Yonne i regionen Bourgogne-Franche-Comté i norra Frankrike. Kommunen ligger i kantonen Avallon som tillhör arrondissementet Avallon. År 2022 hade Lucy-le-Bois 322 invånare.

## Befolkningsutveckling
Antalet invånare i kommunen Lucy-le-Bois
| Referens: INSEE |